# Chiesa di Santa Maria Assunta (Verona)
La chiesa di Santa Maria Assunta è la parrocchiale di Santa Maria in Stelle, frazione di Verona, in provincia e diocesi di Verona; fa parte del vicariato di Verona Nord-Est.

## Storia
È possibile che la primitiva cappella di Santa Maria di Stelle sia stata fondata nel X secolo; essa fu riedificata nel Quattrocento, come attestato dal vescovo Ermolao Barbaro il Vecchio nel 1460, e poi consacrata l'11 dicembre 1491 da monsignor Antonio, vescovo ausiliare del cardinale Giovanni Michiel.
Durante il secolo successivo la chiesa venne visitata dal vescovo Gian Matteo Giberti in quattro occasioni, nel 1529, nel 1530, nel 1532 e nel 1541.
All'inizio del XIX secolo l'interno della struttura fu rimodernato in stile neoclassico e si provvide a sopraelevare il campanile; nel 1914 il presbiterio venne ampliato mediante la costruzione dell'abside, mentre esattamente quarant'anni dopo la facciata fu rimaneggiata.
Nel 1972 si procedette all'adeguamento liturgico della chiesa e nel 2007 il tetto dell'edificio venne rifatto.

## Descrizione

### Esterno
La facciata a capanna della chiesa, rivolta a ponente, è abbellita da una bicromia rosso/bianco e presenta al centro il portale d'ingresso, sormontato da una lunetta, in cui è ritratta l'Annunciazione, e protetto dal protiro, ai lati due alte finestre e sopra il piccolo rosone; sotto la linea di gronda vi è una serie di archetti pensili.

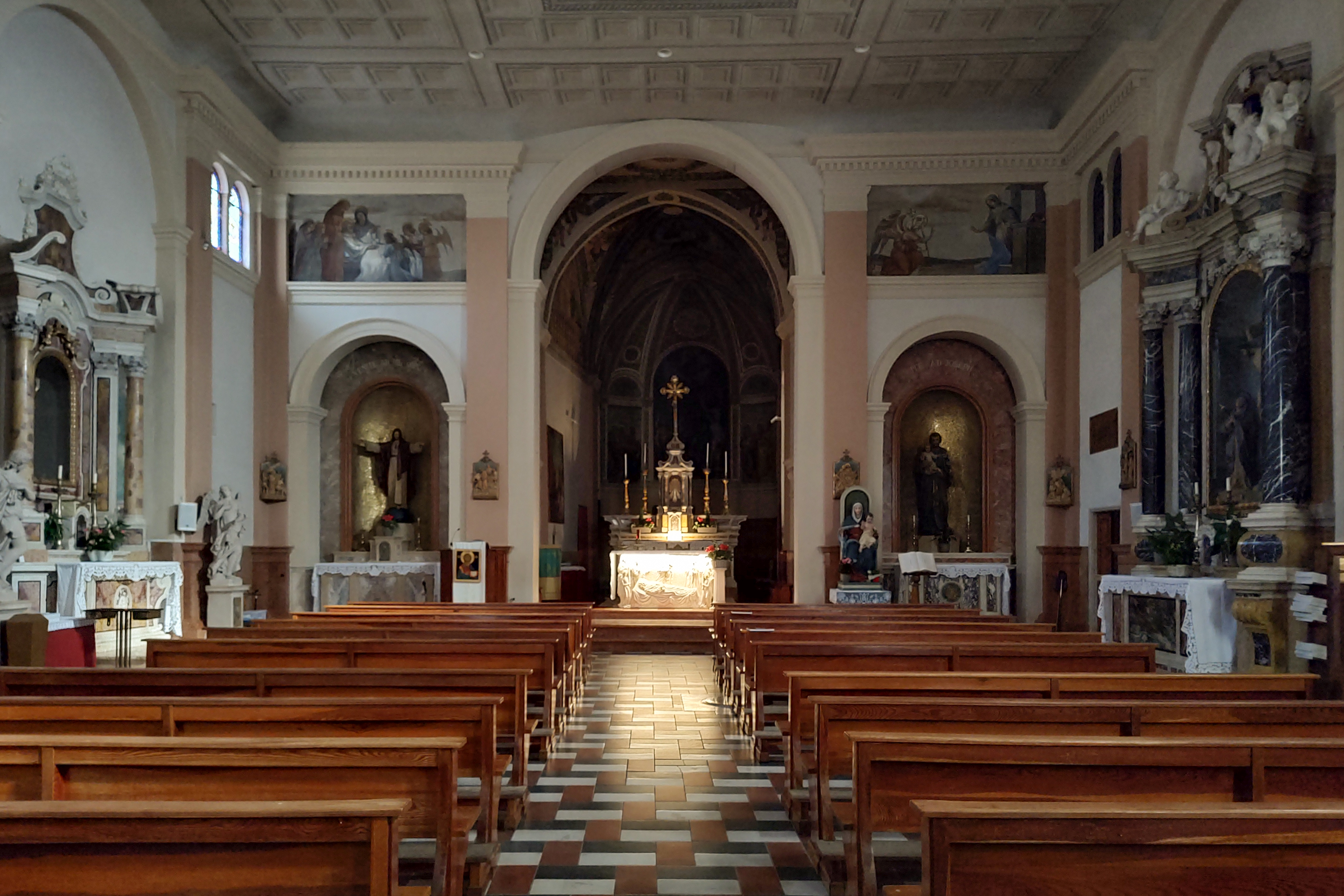
L'interno della chiesa

Annesso alla parrocchiale è il campanile a base quadrata, suddiviso in registri da cornici marcapiano; la cella presenta su ogni lato una monofora ed è coperta dal tetto a quattro falde.

### Interno
L'interno dell'edificio si compone di un'unica navata voltata a cassettoni, sulla quale si affacciano i modesti sfondamenti degli altari minori e le cui pareti sono scandite da lesene; al termine dell'aula si sviluppano lateralmente due nicchie ospitanti gli altari del Sacro Cuore e di San Giuseppe e centralmente il presbiterio, sopraelevato di due gradini e chiuso dall'abside di forma poligonale.